# Chi Muoi Lo
Chi Muoi Lo (Phan Rang, Vietnam, 31 oktober 1976), is een Vietnamees-Amerikaans acteur, filmregisseur, filmproducent en scenarioschrijver.

## Biografie
Muoi Lo is geboren in Vietnam in een gezin van Chinese ouders met dertien kinderen. Later is hij met zijn familie geëmigreerd naar Amerika. Zij werden hiervoor geholpen door de Joodse Verbond van Amerika die hen vestigde in Philadelphia. Muoi Lo studeerde één jaar op de Temple University in Philadelphia voordat hij een volledige beurs kreeg voor masteropleiding op de American Conservatory Theater in San Francisco. Muoi Lo heeft ook gestudeerd aan de Governor's School for the Arts en aan de Children's Theater in New York. Op middelbare school slaagde hij voor drama. Muoi Lo spreekt vloeiend drie talen: Vietnamees, Chinees en Engels.
Muoi Lo begon in 1989 met acteren in de film Vietnam War Story: The Last End. Hierna heeft hij nog meerdere rollen gespeeld zoals Kindergarten Cop (1990), Buffy the Vampire Slayer (1992), Indecent Proposal (1993), Hot Shots! Part Deux (1993), Vanishing Son (1995), Dirt (2008) en Ghosts of Girlfriends Past (2009).

## Prijzen
- 1999 WorldFest Houston in de categorie Grote Prijs voor de film Catfish in Black Bean Sauce - gewonnen.
- 1999 Filmfestival van Florida in de categorie Publieksprijs met de film Catfish in Black Bean Sauce – gewonnen.
- 1999 Filmfestival van Florida in de categorie Jury Prijs met de film Catfish in Black Bean Sauce – gewonnen.

## Filmografie

### Tv-films
Uitgezonderd korte films.
- 2013 This Is the End - als Jang
- 2013 Secret Lives of Husbands and Wives - als Dean Nguyen
- 2009 Ghosts of Girlfriends Past – als James
- 2005 Faith of My Fathers – als Prick
- 2004 Sucker Free City – as Tuk
- 1999 Catfisch in Black Bean Sauce – als Dwayne Williams en Sap
- 1997 The Relic – als Dr. Greg Lee
- 1994 Vanishing Son IV – als Wago
- 1994 Vanishing Son III – als Wago
- 1994 Vanishing Son II – als Wago
- 1994 Vanishing Son – als Wago
- 1993 Hot Shots! Part Deux – als afgedankte Thai Kick bokser
- 1993 Indecent Proposal – als architect student
- 1992 Buffy the Vampire Slayer – als vampier
- 1990 Kindergarten Cop – als Mitch de drugsdealer
- 1990 China Cry: A True Story – als Than
- 1990 Vietnam, Texas – als Sammy
- 1989 Gleaming the Cube – als stoere kerel
- 1989 Vietnam War Story: The Last Days – als Dinh

### Televisieseries
Uitgezonderd eenmalige gastrollen.
- 2008 Dirt – als Nam – 2 afl.
- 1995 Vanishing Son – als Wago Chang – 13 afl.
- 1991 In the Heat of the Night – als Mike Chin – 2 afl.
- 1990 China Beach – als Arvn en Bellhop en koopman – 3 afl.
- 1990 Quantum Leap – als Vinh – 2 afl.

### Filmproducent
- 2022 Broken - televisieserie
- 2021 Mastering the Business of Acting - televisieserie - 14 afl.
- 1999 Catfish in Black Bean Sauce - film

### Filmregisseur
- 1999 Catfish in Black Bean Sauce - film

### Scenarioschrijver
- 2022 Broken - televisieserie
- 2021 Mastering the Business of Acting - televisieserie - 8 afl.
- 1999 Catfish in Black Bean Sauce - film